# La Loupe
 La Loupe  ist eine französische Gemeinde mit 3230 Einwohnern (Stand 1. Januar 2022) im Département Eure-et-Loir in der Region Centre-Val de Loire; sie gehört zum Arrondissement Nogent-le-Rotrou und zum Kanton Nogent-le-Rotrou.
Nachbargemeinden von La Loupe sind Belhomert-Guéhouville im Nordosten, Saint-Maurice-Saint-Germain im Osten, Saint-Eliph im Südosten, Vaupillon im Südwesten und Meaucé im Nordwesten.

## Bevölkerungsentwicklung
| Jahr      | 1962 | 1968 | 1975 | 1982 | 1990 | 1999 | 2010 | 2017 |
| Einwohner | 2737 | 3510 | 3719 | 3693 | 3820 | 3734 | 3483 | 3342 |

## Verkehr
La Loupe hat einen Bahnhof an der Bahnstrecke Paris–Brest, der im Regionalverkehr mit TER-Zügen bedient wird.

## Sehenswürdigkeiten
- Schloss La Loupe

## Persönlichkeiten
- Simon de Melun († 1302), Sire de La Loupe

## Partnergemeinden
- Royston, Hertfordshire, England
- Pfalzgrafenweiler, Baden-Württemberg